# إتسكو تاهارا
إتسكو تاهارا (田原 悦子)، هي لاعبة كرة قدم كانت تلعب كمهاجم. ولعبت مع منتخب اليابان لكرة القدم للسيدات.